# Günseck
Günseck (ungarisch Gyöngyösfő) (1645 gegründet) ist ein Ortsteil von Unterkohlstätten im Burgenland. Bis 1971 war Günseck eine eigene Gemeinde. Der Ort liegt an der Burgenland Straße (B50). Die Grenze zu Ungarn verläuft 10 km entfernt östlich.

## Geschichte
Der Ort wurde 1645 gegründet und gehörte wie das gesamte Burgenland bis 1920/21 zu Ungarn (Deutsch-Westungarn). Ab 1898 musste aufgrund der Magyarisierungspolitik der Regierung in Budapest der ungarische Ortsname Gyöngyösfő verwendet werden. Nach Ende des Ersten Weltkriegs wurde nach zähen Verhandlungen Deutsch-Westungarn in den Verträgen von St. Germain und Trianon 1919 Österreich zugesprochen. Seit 1921 gehört Günseck zum damals neu gegründeten Bundesland Burgenland (siehe auch Geschichte des Burgenlandes).
Am 1. Jänner 1971 wurde der Ort im Zuge des Gemeindestrukturverbesserungsgesetzes der burgenländischen Landesregierung mit den Ortschaften Glashütten bei Schlaining, Holzschlag, Oberkohlstätten und Unterkohlstätten zur neuen Gemeinde Unterkohlstätten zusammengelegt.

## Günsecker Rechenmacher
Das Rechenmachen ist ein Handwerk, das in den früheren Zeiten in Günseck ausgeübt wurde. Dabei wurden, vor allem in den Wintermonaten, wenn es in der Landwirtschaft keine Arbeit gab, aus einfachen Holzstangen Rechen hergestellt und am Markt verkauft. Es gibt nur noch wenige Leute, die dieses Handwerk im Ort beherrschen. 
Von diesem Handwerk stammt auch der Spottname "Stangelrauwa", wie die Günsecker von den Bewohnern der umliegenden Ortschaften genannt wurden. Er kommt daher, weil Günseck, als eine der kleinsten Katastralgemeinden in Österreich, wenig Eigenwald hat und deshalb aus den Wäldern der umliegenden Ortschaften Holz zum Herstellen der Rechen gestohlen werden musste.

## Dorfwirtshaus
Sehenswürdig ist die alte Dorfschule, die zu einem Wirtshaus (D'Schul) umgebaut wurde.
Im großen Saal werden diverse Veranstaltungen wie Geburtstagsfeiern, Bälle oder Vorträge abgehalten.

## Fuhrleute
Die ersten Günsecker waren Fuhrleute, die das Holz aus der Umgebung zu den gräflichen Glashütten und Bergwerken brachten und die Glaserzeugnisse in die Städte zum Verkauf. Aufgrund dieser Arbeit waren die Günsecker viel unterwegs und konnten die Felder zu Hause nicht bestellen beziehungsweise benötigten sie nicht. Daher hat die Katastralgemeinde Günseck auch einen der kleinsten Hotter in Österreich.

## Vereine

### Feuerwehr
Die Feuerwehr Günseck hat 22 aktive Mitglieder.
Die Feuerwehr besitzt ein Kleinlöschfahrzeug der Marke Mercedes und ein Tanklöschfahrzeug TLFA 4000 der Marke Iveco.

### Kulturverein
Der Kulturverein betreibt das sogenannte Vereinshaus. Jeden Freitagabend und Sonntagmorgen wird von den Mitgliedern des Kulturvereins das Gasthaus geöffnet und betrieben.

### Jugend
Die Jugend hat ihr Vereinslokal in der Hütte am Sportplatz. Dort werden jährlich auch Feste wie zum Beispiel Fußballturniere, Grillpartys oder ein Osterfeuer veranstaltet.

### Pensionistenverband
Der Pensionistenverband hat 32 Mitglieder.

### Motorsport Club
Der MSC Günseck wurde 2018 gegründet und organisiert jedes Jahr ein Quadtreffen. 